# Корсунов, Владимир Александрович
Влади́мир Алекса́ндрович Корсунов (род. 3 января 1964, Шахты, Ростовская область) — советский и российский футболист, полузащитник, нападающий.
Воспитанник шахтинского футбола. Начинал играть полузащитником, в 1989 году был переведён в нападение. На протяжении всей профессиональной карьеры выступал за местный «Шахтёр» во второй, второй низшей и третьей лигах СССР и России в 1989—1999 годах — в 307 играх забил 88 голов.